# 226. Infanterie-Division
La 226. Infanterie-Division  fu una divisione dell'esercito tedesco attiva durante la seconda guerra mondiale che venne creata nel giugno 1944 e fu schierata lungo il fronte occidentale dove fu cattuarata nel maggio 1945.

## Storia
La divisione fu formata il 26 giugno nel 1944, utilizzando anche elementi della 111. Infanterie-Division. Venne schierata in Francia e combatté contro gli Alleati a Calais, perdendo molte truppe tra morti e prigionieri. I resti della divisione si asserragliarono a Dunkerque, città che gli Alleati non attaccarono mai e che quindi rimase assediata fino alla resa della Germania, nel maggio 1945.

## Ordine di battaglia
- Grenadier-Regiment 1040
- Grenadier-Regiment 1041
- Grenadier-Regiment 1042
- Artillerie-Regiment 226
- Feldersatz-Bataillon 226
- Panzerjäger-Kompanie 226
- Pionier-Bataillon 226
- Füsilier-Bataillon 226
- Nachrichten-Abteilung 226
- Divisions-Nachschubführer 226[1]

## Comandanti
- Generalleutnant Wolfgang von Kluge (6 luglio 1944 - 8 maggio 1945)[1]